# Иван Василькович
Иван Василькович (ум. 1141, Галич) — князь Галицкий, сын Василько Ростиславича, князя Теребовльского. Л. Войтович приводит второе имя князя — Игорь.
По смерти отца (1124) брат Ивана Ростислав (по версии Л. Войтовича — младший, по версии Преснякова А. Е. — старший) унаследовал Теребовль, а Иван — Галич. В следующем году он вместе с братом и Мстиславом Киевским принимал участие в распре своих двоюродных братьев, Владимира Володаревича, князя Звенигородского, и Ростислава Володаревича, князя Перемышльского, держа сторону последнего, а в 1140 году вместе с Владимиром участвовал в столкновениях великого князя киевского Всеволода Ольговича (своего тестя) с претендентом на киевский стол Изяславом Мстиславичем.
Ростислав Василькович скончался раньше брата, но Иван остался княжить в Галиче, присоединив к своим владениям Теребовль. В 1141 году Иван также умер бездетным, и перемышльский князь Владимир Володаревич вокняжился в Галиче, объединив тем самым юго-западные русские земли и основав единое Галицкое княжество.